# Roberto Lau
Roberto Mauricio Lau Suárez (n. 15 de junio de 1964) fue un gobernador de la provincia de Parinacota, región de Arica y Parinacota, Chile. 

## Biografía

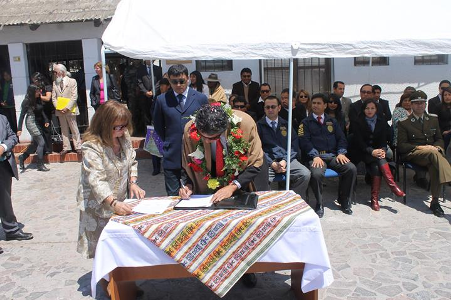
Lau en su asunción como gobernador de Parinacota.

Roberto Lau Suárez es egresado de Administración Pública. Militante del Partido por la Democracia, trabajó en el Fondo de Solidaridad e Inversión Social (Fosis), en las regiones de Tarapacá y de Arica y Parinacota.
El 11 de marzo de 2014 fue designado por la presidenta Michelle Bachelet como gobernador de la provincia de Parinacota.